# 信仰审判

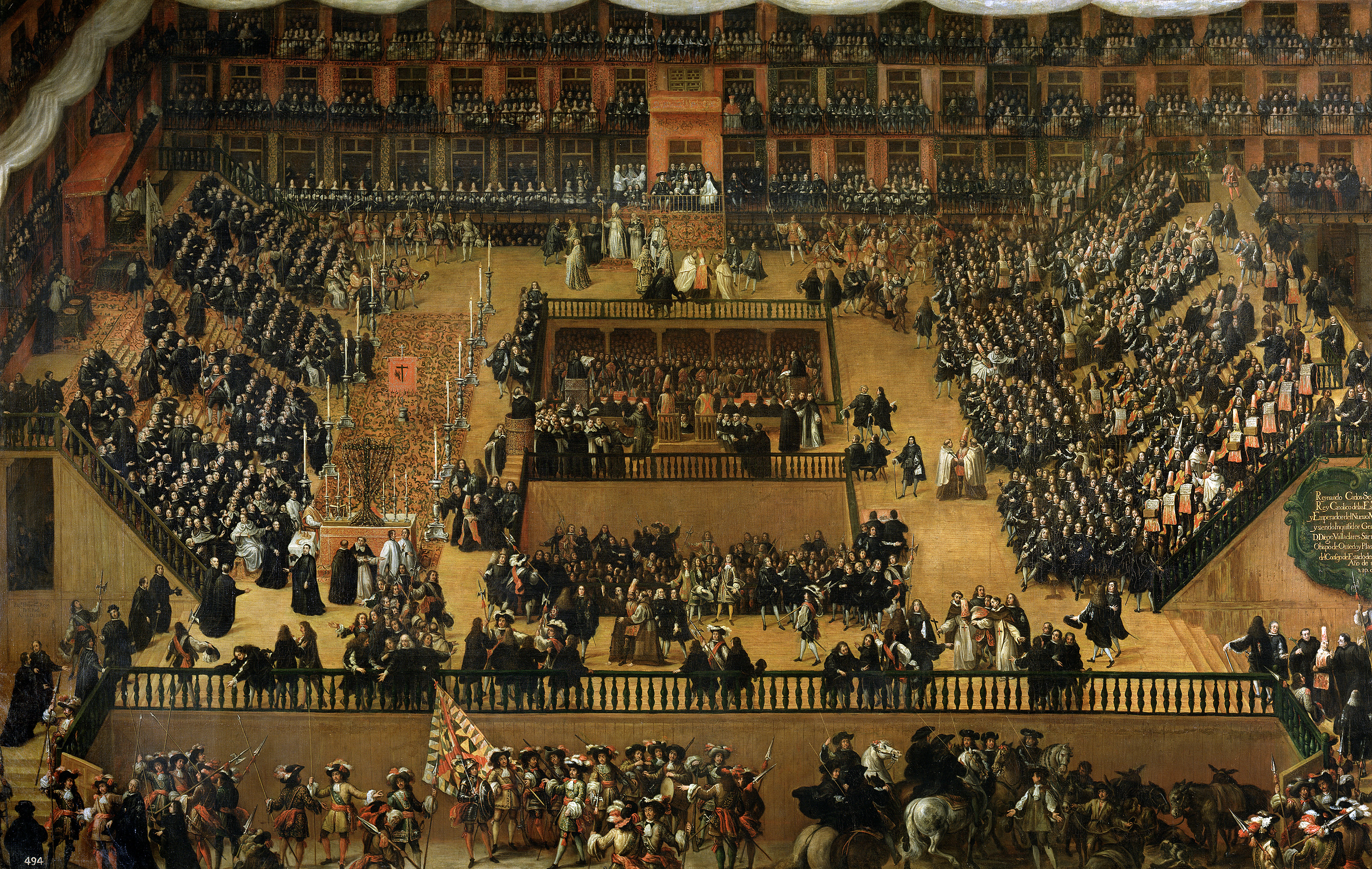
1680年马德里市政广场的信仰审判，Francisco Rizi绘于1683年

信仰審判（西班牙語：auto de fe，葡萄牙語：auto de fé，源自拉丁語 actus fidei，意指「信仰的行為」）指的是莊嚴地、通常公開宣布西班牙宗教裁判所或葡萄牙宗教裁判所的審判結果。
判決的執行，特別是火刑，並不是在實際的此時進行，而是後來在另一個地點進行。